# Якоб Поульсен
Якоб Поульсен (дан. Jakob Poulsen, нар. 7 липня 1983, Варде) — данський футболіст, захисник, півзахисник клубу «Мідтьюлланн».

## Клубна кар'єра
У дорослому футболі дебютував 2001 року виступами за команду клубу «Есб'єрг», в якій провів п'ять сезонів, взявши участь у 104 матчах чемпіонату. Більшість часу, проведеного у складі «Есб'єрга», був основним гравцем команди.
Своєю грою за цю команду привернув увагу представників тренерського штабу нідерландського клубу «Геренвен», до складу якого приєднався 2006 року. Відіграв за команду з Геренвена наступні два сезони своєї ігрової кар'єри. Граючи у складі «Геренвена» також здебільшого виходив на поле в основному складі команди.
2008 року уклав контракт з клубом «Орхус», у складі якого провів наступні два роки своєї кар'єри гравця. Тренерським штабом нового клубу також розглядався як гравець «основи».
До складу клубу «Мідтьюлланн» приєднався 2010 року. 

## Виступи за збірні
Протягом 2003–2006 років залучався до складу молодіжної збірної Данії. На молодіжному рівні зіграв у 16 офіційних матчах, забив 1 гол.
2009 року дебютував в офіційних матчах у складі національної збірної Данії. Наразі провів у формі головної команди країни 19 матчів, забивши 1 гол.
У складі збірної був учасником чемпіонату світу 2010 року у ПАР.

## Статистика виступів

### Статистика клубних виступів
Станом на 28 лютого 2012 року
| Сезон   | Команда       | Чемпіонат         | Чемпіонат | Чемпіонат |
| Сезон   | Команда       | Ліга              | Ігор      | Голів     |
| ------- | ------------- | ----------------- | --------- | --------- |
| 2001–02 | «Есб'єрг»     | Данська Суперліга | 1         | 0         |
| 2002–03 | «Есб'єрг»     | Данська Суперліга | 19        | 3         |
| 2003–04 | «Есб'єрг»     | Данська Суперліга | 32        | 7         |
| 2004–05 | «Есб'єрг»     | Данська Суперліга | 32        | 5         |
| 2005–06 | «Есб'єрг»     | Данська Суперліга | 20        | 4         |
| 2005–06 | «Геренвен»    | Ередивізі         | 7         | 0         |
| 2006–07 | «Геренвен»    | Ередивізі         | 20        | 0         |
| 2007–08 | «Геренвен»    | Ередивізі         | 30        | 3         |
| 2008–09 | «Орхус»       | Данська Суперліга | 28        | 6         |
| 2009–10 | «Орхус»       | Данська Суперліга | 14        | 4         |
| 2010–11 | «Мідтьюлланд» | Данська Суперліга | 15        | 2         |
| 2011–12 | «Мідтьюлланд» | Данська Суперліга | 17        | 4         |
| Усього  | Усього        | Усього            | 235       | 38        |

## Титули і досягнення
- Чемпіон Данії (2):

Мідтьюлланн: 2014-15, 2017-18
- Володар Кубка Данії (1):

Мідтьюлланн: 2018-19